# Червона літера (фільм, 1995)
«Червона літера» (англ. «The Scarlet Letter») — американська історична кінодрама 1995 року, екранізація однойменного роману Натанієля Готорна, знята режисером Роланом Жоффе.

## Сюжет
У картині розповідається історія забороненого кохання і пристрасті красуні Естер і священика Артура в Америці XVII століття. Проти закоханих виступають суворі пуританські звичаї, адже Естер була одружена, а її чоловіка Роджера (Роберт Дюваль), що потрапив в полон до Індіанців, не вважали офіційно мертвим. Вступивши в незаконний зв'язок зі священиком, Естер завагітніла. Коли її гріх розкривається, вона відмовляється видати ім'я коханого, за що її поміщають у в'язницю, а потім публічно страчують, нашивши на груди «червону літеру ганьби» — А (адюльтер). Відтепер їй оголошено бойкот, їй заборонено спілкуватися з містянами, а за нею самою всюди ходить барабанщик, який оголошує про її появу здалеку. Через деякий час з'являється законний чоловік Естер — лікар, якого індіанці залишили живим, але той в полоні зійшов з розуму. Дізнавшись про зраду дружини, він охоплений жагою помсти і жадає тільки одного — дізнатися ім'я чоловіка, який знищив його щастя.

## У ролях
- Демі Мур — Естер Прін
- Ґері Олдмен — преподобний Артур Дімсдейл
- Роберт Дюваль — Роджер Прін / Роджер Чіллінгворт
- Едвард Гардвік — Джон Беллінгем
- Ліза Джоліфф-Андо — Мітуба
- Роберт Проскі — Горацій Стоунголл
- Рой Дотріс — преподобний Томас Чівер
- Джоан Плаурайт — Гаррієт Гіббонс
- Лариса Ласкін — Гуді Мортімер
- Емі Райт — Гуді Готвік
- Джордж Агілар — Джонні Сассамон
- Тім Вудворд — Брюстер Стоунголл
- Дана Айві — Мередіт Стоунголл
- Шелдон Пітерс Вулфчайлд — Москігі
- Ерік Швейг — Метакомет
- Крістін Фейрлі — Фейт Стоунголл
- Сара Кемпбелл — Пруденс Стоунголл
- Кеннетч Шарлетт — епізод
- Джодхі Мей — епізод
- Талула Бель Вілліс — епізод
- Скаут Вілліс — епізод

## Знімальна група
- Режисер — Ролан Жоффе
- Сценарист — Дуглас Дей Стюарт, Натанієль Готорн
- Продюсер — Ендрю Вайна, Роберт Ф. Коулсберрі, Джонатан Корнік, Доді Файєд, Ролан Жоффе, Това Лайтер
- Композитор — Джон Баррі
- Оператор — Алекс Томсон
- Художник — Рой Вокер